# Interpelacija
Interpelacija je z ustavo določen institut parlamentarnega nadzora nad delovanjem vlade ali posameznega ministra. S tem institutom parlament vpliva na način dela izvršilne oblasti. V interpelaciji namreč parlament lahko zastavi formalna vprašanja (po navadi na posebnih sejah o interpelaciji), vlada ali posamezni minister pa mora na vprašanja odgovoriti in s tem upravičiti svojo politiko. Državni zbor lahko nato poda usmeritve za nadaljnje delo v obliki posebej sprejetih sklepov. Po končani razpravi o interpelaciji se lahko vloži tudi predlog za glasovanje o nezaupnici vladi oz. ministru.